# Eisschnelllauf-Weltcup 2013/14
Der Essent-ISU-Eisschnelllauf-Weltcup 2013/14 wird für Frauen und Männer an sechs Stationen in fünf Ländern ausgetragen. Der Weltcup-Auftakt vom 8. bis 10. November 2013 fand in Calgary und der Weltcupabschluss vom 14. bis 16. März 2014 in Heerenveen statt. Hier wurden von den Frauen Strecken von 500 bis 5000 Meter und von den Männern von 500 bis 10.000 Meter gelaufen.
Siehe auch: Liste der Gesamtweltcupsieger im Eisschnelllauf

## Austragungsorte
| Datum                         | Ort                                  |
| ----------------------------- | ------------------------------------ |
| 8.–10. November 2013          | Calgary (Olympic Oval)               |
| 15.–17. November 2013         | Salt Lake City (Utah Olympic Oval)   |
| 29. November–1. Dezember 2013 | Astana (Eispalast Alau)              |
| 6.–8. Dezember 2013           | Berlin (Sportforum Hohenschönhausen) |
| 7.–9. März 2014               | Inzell (Max Aicher Arena)            |
| 14.–16. März 2014             | Heerenveen (Thialf)                  |

## Qualifikation

### Qualifikationszeiten
Um am Weltcup teilnehmen zu können, müssen folgende Zeiten in der aktuellen Saison, vom 1. Juli bis Zum Meldeschluss, gelaufen worden sein.
| Strecke  | Damen                         | Damen                           | Herren                         | Herren                          |
| -------- | ----------------------------- | ------------------------------- | ------------------------------ | ------------------------------- |
| Strecke  | alle Bahnen                   | ohne Salt Lake City und Calgary | alle Bahnen                    | ohne Salt Lake City und Calgary |
| 500 m    | 0 40,00                       | 0 40,50                         | 0 36,20                        | 0 36,60                         |
| 1000 m   | 1.20,00                       | 1.21,00                         | 1.11,90                        | 1.12,80                         |
| 1500 m   | 2.03,00                       | 2.05,00                         | 1.51,00                        | 1.52,50                         |
| 3000 m   | 4.24,00                       | 4.28,00                         | /                              | /                               |
| 5000 m   | 7.25,00 (4.15,00 über 3000 m) | 7.32,00 (4.20,00 über 3000 m)   | 6.48,00                        | 6.52,00                         |
| 10.000 m | /                             | /                               | 13.40,00 (6.35,00 über 5000 m) | 13.50,00 (6.40,00 über 5000 m)  |

### Nationale Auswahl
Neben den zu laufenden Zeiten gibt es Beschränkungen wie viel Sportler je Nation starten dürfen. Die Anzahl richtet sich nach den Leistungen der vergangenen Saison. Grundlegend dürfen je Strecke ein Sportler und eine Sportlerin starten. Das ausrichtende Land hat auf jeder Strecke die maximale Anzahl von fünf Startplätzen zur Verfügung. Für den Massenlauf sind je Nation drei Starter zugelassen.
| Nation              | Damen | Damen | Damen | Damen        | Herren | Herren | Herren | Herren         |
| Nation              | 500   | 1000  | 1500  | 3000/ 5000 m | 500    | 1000   | 1500   | 5000/ 10.000 m |
| ------------------- | ----- | ----- | ----- | ------------ | ------ | ------ | ------ | -------------- |
| Australien          | 1     | 1     | 1     | 2            | 2      | 2      | 1      | 1              |
| Österreich          | 1     | 1     | 1     | 2            | 1      | 1      | 1      | 2              |
| Belarus             | 2     | 2     | 1     | 1            | 1      | 1      | 1      | 1              |
| Belgien             | 1     | 1     | 2     | 2            | 1      | 1      | 2      | 3              |
| Kanada              | 5     | 5     | 5     | 5            | 5      | 5      | 5      | 3              |
| Volksrepublik China | 5     | 5     | 2     | 1            | 3      | 2      | 1      | 2              |
| Tschechien          | 2     | 2     | 3     | 2            | 1      | 1      | 1      | 1              |
| Dänemark            | 1     | 1     | 1     | 2            | 1      | 1      | 1      | 1              |
| Finnland            | 2     | 1     | 1     | 1            | 3      | 4      | 1      | 1              |
| Frankreich          | 1     | 1     | 1     | 1            | 1      | 2      | 3      | 3              |
| Deutschland         | 5     | 5     | 3     | 5            | 4      | 3      | 2      | 5              |
| Italien             | 3     | 3     | 1     | 1            | 2      | 2      | 3      | 2              |
| Japan               | 5     | 5     | 5     | 5            | 5      | 3      | 2      | 1              |
| Kasachstan          | 2     | 2     | 2     | 1            | 1      | 4      | 4      | 2              |
| Südkorea            | 4     | 4     | 3     | 5            | 5      | 4      | 2      | 5              |
| Lettland            | 1     | 1     | 1     | 1            | 2      | 2      | 2      | 2              |
| Niederlande         | 5     | 5     | 5     | 5            | 5      | 5      | 5      | 5              |
| Norwegen            | 1     | 1     | 4     | 4            | 3      | 3      | 5      | 3              |
| Neuseeland          | 1     | 1     | 1     | 1            | 1      | 1      | 1      | 2              |
| Polen               | 1     | 2     | 4     | 4            | 3      | 2      | 4      | 3              |
| Russland            | 5     | 5     | 5     | 5            | 5      | 5      | 5      | 5              |
| Schweden            | 1     | 1     | 1     | 1            | 1      | 1      | 2      | 1              |
| Schweiz             | 1     | 1     | 1     | 1            | 1      | 1      | 1      | 2              |
| Vereinigte Staaten  | 5     | 5     | 4     | 3            | 5      | 5      | 4      | 4              |

## Wettbewerbe

### Frauen

#### Weltcup-Übersicht
| Datum                                                                         | Ort                                             | Disziplin                                    | Sieger                                                   | Zweiter                                                          | Dritter                                                              |
| ----------------------------------------------------------------------------- | ----------------------------------------------- | -------------------------------------------- | -------------------------------------------------------- | ---------------------------------------------------------------- | -------------------------------------------------------------------- |
| 8. bis 10. Nov. 2013                                                          | Calgary (Olympic Oval)                          | 500 m (8. Nov.)                              | Lee Sang-hwa                                             | Jenny Wolf                                                       | Wang Beixing                                                         |
| 8. bis 10. Nov. 2013                                                          | Calgary (Olympic Oval)                          | 3000 m (8. Nov.)                             | Claudia Pechstein                                        | Martina Sáblíková                                                | Ireen Wüst                                                           |
| 8. bis 10. Nov. 2013                                                          | Calgary (Olympic Oval)                          | 500 m (9. Nov.)                              | Lee Sang-hwa                                             | Jenny Wolf                                                       | Wang Beixing                                                         |
| 8. bis 10. Nov. 2013                                                          | Calgary (Olympic Oval)                          | 1500 m (9. Nov.)                             | Lotte van Beek                                           | Ireen Wüst                                                       | Martina Sáblíková                                                    |
| 8. bis 10. Nov. 2013                                                          | Calgary (Olympic Oval)                          | 1000 m (10. Nov.)                            | Heather Richardson                                       | Lotte van Beek                                                   | Brittany Bowe                                                        |
| 8. bis 10. Nov. 2013                                                          | Calgary (Olympic Oval)                          | Teamverfolgung (10. Nov.)                    | NiederlandeIreen Wüst Lotte van Beek Linda de Vries      | JapanNana Takagi Maki Tabata Ayaka Kikuchi                       | PolenKatarzyna Bachleda-Curuś Luiza Złotkowska Katarzyna Woźniak     |
| 15. bis 17. Nov. 2013                                                         | Salt Lake City (Utah Olympic Oval)              | 500 m (15. Nov.)                             | Lee Sang-hwa                                             | Wang Beixing                                                     | Heather Richardson                                                   |
| 15. bis 17. Nov. 2013                                                         | Salt Lake City (Utah Olympic Oval)              | 3000 m (15. Nov.)                            | Martina Sáblíková                                        | Claudia Pechstein                                                | Antoinette de Jong                                                   |
| 15. bis 17. Nov. 2013                                                         | Salt Lake City (Utah Olympic Oval)              | 500 m (16. Nov.)                             | Lee Sang-hwa                                             | Heather Richardson                                               | Olga Fatkulina                                                       |
| 15. bis 17. Nov. 2013                                                         | Salt Lake City (Utah Olympic Oval)              | 1500 m (16. Nov.)                            | Ireen Wüst                                               | Brittany Bowe                                                    | Heather Richardson                                                   |
| 15. bis 17. Nov. 2013                                                         | Salt Lake City (Utah Olympic Oval)              | 1000 m (17. Nov.)                            | Brittany Bowe                                            | Heather Richardson                                               | Ireen Wüst                                                           |
| 15. bis 17. Nov. 2013                                                         | Salt Lake City (Utah Olympic Oval)              | Teamverfolgung (17. Nov.)                    | NiederlandeIreen Wüst Linda de Vries Antoinette de Jong  | KanadaChristine Nesbitt Brittany Schussler Kali Christ           | Vereinigte StaatenHeather Richardson Brittany Bowe Jilleanne Rookard |
| 29. bis 1. Dez. 2013                                                          | Astana (Eispalast Alau)                         | 500 m (29. Nov.)                             | Lee Sang-hwa                                             | Jenny Wolf                                                       | Nao Kodaira                                                          |
| 29. bis 1. Dez. 2013                                                          | Astana (Eispalast Alau)                         | 5000 m (29. Nov.)                            | Martina Sáblíková                                        | Claudia Pechstein                                                | Yvonne Nauta                                                         |
| 29. bis 1. Dez. 2013                                                          | Astana (Eispalast Alau)                         | 500 m (30. Nov.)                             | Lee Sang-hwa                                             | Jenny Wolf                                                       | Olga Fatkulina                                                       |
| 29. bis 1. Dez. 2013                                                          | Astana (Eispalast Alau)                         | 1500 m (30. Nov.)                            | Brittany Bowe                                            | Julija Skokowa                                                   | Brittany Schussler                                                   |
| 29. bis 1. Dez. 2013                                                          | Astana (Eispalast Alau)                         | 1000 m (1. Dez.)                             | Heather Richardson                                       | Brittany Bowe                                                    | Olga Fatkulina                                                       |
| 6. bis 8. Dez. 2013                                                           | Weltcup in Berlin (Sportforum Hohenschönhausen) | 500 m (6. Dez.)                              | Lee Sang-hwa                                             | Olga Fatkulina                                                   | Wang Beixing                                                         |
| 6. bis 8. Dez. 2013                                                           | Weltcup in Berlin (Sportforum Hohenschönhausen) | 3000 m (6. Dez.)                             | Martina Sablikova                                        | Claudia Pechstein                                                | Ireen Wüst                                                           |
| 6. bis 8. Dez. 2013                                                           | Weltcup in Berlin (Sportforum Hohenschönhausen) | 500 m (7. Dez.)                              | Olga Fatkulina                                           | Wang Beixing                                                     | Heather Richardson                                                   |
| 6. bis 8. Dez. 2013                                                           | Weltcup in Berlin (Sportforum Hohenschönhausen) | 1500 m (7. Dez.)                             | Ireen Wüst                                               | Katarzyna Bachleda-Curus                                         | Lotte van Beek                                                       |
| 6. bis 8. Dez. 2013                                                           | Weltcup in Berlin (Sportforum Hohenschönhausen) | 1000 m (8. Dez.)                             | Heather Richardson                                       | Brittany Bowe                                                    | Olga Fatkulina                                                       |
| 6. bis 8. Dez. 2013                                                           | Weltcup in Berlin (Sportforum Hohenschönhausen) | Teamverfolgung (8. Dez.)                     | NiederlandeIreen Wüst Jorien ter Mors Marrit Leenstra    | PolenKatarzyna Bachleda-Curuś Luiza Złotkowska Natalia Czerwonka | SüdkoreaNoh Seon-yeong Kim Bo-reum Yang Shin-Young                   |
| Mehrkampfeuropameisterschaft in Hamar (Vikingskipet), 11. bis 12. Januar 2014 |                                                 |                                              |                                                          |                                                                  |                                                                      |
| Sprintweltmeisterschaft in Nagano (M-Wave), 18. bis 19. Januar 2014           |                                                 |                                              |                                                          |                                                                  |                                                                      |
| Olympische Winterspiele in Sotschi (Adler Arena), 7. bis 23. Februar 2014     |                                                 |                                              |                                                          |                                                                  |                                                                      |
| 7. bis 9. Mär. 2014                                                           | Inzell (Max Aicher Arena)                       | 500 m (7. Mär.)                              | Heather Richardson                                       | Judith Hesse                                                     | Olga Fatkulina                                                       |
| 7. bis 9. Mär. 2014                                                           | Inzell (Max Aicher Arena)                       | 1500 m (7. Mär.)                             | Ireen Wüst                                               | Lotte van Beek                                                   | Brittany Bowe                                                        |
| 7. bis 9. Mär. 2014                                                           | Inzell (Max Aicher Arena)                       | 500 m (8. Mär.)                              | Heather Richardson                                       | Olga Fatkulina                                                   | Jenny Wolf                                                           |
| 7. bis 9. Mär. 2014                                                           | Inzell (Max Aicher Arena)                       | 3000 m (8. Mär.)                             | Ireen Wüst                                               | Martina Sáblíková                                                | Yvonne Nauta                                                         |
| 7. bis 9. Mär. 2014                                                           | Inzell (Max Aicher Arena)                       | 1000 m (9. Mär.)                             | Heather Richardson                                       | Brittany Bowe                                                    | Olga Fatkulina                                                       |
| 7. bis 9. Mär. 2014                                                           | Inzell (Max Aicher Arena)                       | Massenstart (9. Mär.)                        | Claudia Pechstein                                        | Janneke Ensing                                                   | Irene Schouten                                                       |
| 7. bis 9. Mär. 2014                                                           | Inzell (Max Aicher Arena)                       | Demonstrationsrennen - Team-Sprint (9. Mär.) |                                                          |                                                                  |                                                                      |
| Juniorenweltmeisterschaften in Bjugn (FosenHallen), 7. bis 9. März 2014       |                                                 |                                              |                                                          |                                                                  |                                                                      |
| 14. bis 16. Mär. 2014                                                         | Heerenveen (Thialf)                             | 1500 m (14. Mär.)                            | Ireen Wüst                                               | Lotte van Beek                                                   | Julija Skokowa                                                       |
| 14. bis 16. Mär. 2014                                                         | Heerenveen (Thialf)                             | Massenstart (14. Mär.)                       | Francesca Lollobrigida                                   | Irene Schouten                                                   | Ivanie Blondin                                                       |
| 14. bis 16. Mär. 2014                                                         | Heerenveen (Thialf)                             | 3000 m (15. Mär.)                            | Annouk van der Weijden                                   | Yvonne Nauta                                                     | Olga Graf                                                            |
| 14. bis 16. Mär. 2014                                                         | Heerenveen (Thialf)                             | 500 m (15. Mär.)                             | Olga Fatkulina                                           | Heather Richardson                                               | Nao Kodaira                                                          |
| 14. bis 16. Mär. 2014                                                         | Heerenveen (Thialf)                             | 500 m (16. Mär.)                             | Olga Fatkulina                                           | Jenny Wolf                                                       | Heather Richardson                                                   |
| 14. bis 16. Mär. 2014                                                         | Heerenveen (Thialf)                             | 1000 m (16. Mär.)                            | Ireen Wüst                                               | Margot Boer                                                      | Lotte van Beek                                                       |
| 14. bis 16. Mär. 2014                                                         | Heerenveen (Thialf)                             | Teamverfolgung (16. Mär.)                    | NiederlandeLotte van Beek Marrit Leenstra Linda de Vries | PolenKatarzyna Bachleda-Curuś Natalia Czerwonka Luiza Złotkowska | JapanAyaka Kikuchi Maki Tabata Nana Takagi                           |
| Mehrkampfweltmeisterschaft in Heerenveen (Thialf), 22. bis 23. März 2014      |                                                 |                                              |                                                          |                                                                  |                                                                      |

#### 500 Meter
Endstand nach 12 Rennen
| Rang | Name               | Land                | Punkte |
| ---- | ------------------ | ------------------- | ------ |
| 1    | Olga Fatkulina     | Russland            | 960    |
| 2    | Heather Richardson | Vereinigte Staaten  | 915    |
| 3    | Jenny Wolf         | Deutschland         | 803    |
| 4    | Sang-Hwa Lee       | Südkorea            | 700    |
| 5    | Nao Kodaira        | Japan               | 637    |
| 6    | Margot Boer        | Niederlande         | 493    |
| 7    | Wang Beixing       | Volksrepublik China | 430    |
| 8    | Thijsje Oenema     | Niederlande         | 401    |
| 9    | Judith Hesse       | Deutschland         | 360    |
| 10   | Miyako Sumiyoshi   | Japan               | 314    |
|      |                    |                     |        |
| 21   | Jennifer Plate     | Deutschland         | 125    |
| 26   | Denise Roth        | Deutschland         | 069    |
| 31   | Vanessa Bittner    | Österreich          | 037    |
| 47   | Yvonne Daldossi    | Italien             | 04     |
| 48   | Katja Franzen      | Deutschland         | 02     |

#### 1000 Meter
Endstand nach 6 Rennen
| Rang | Name                   | Land               | Punkte |
| ---- | ---------------------- | ------------------ | ------ |
| 1    | Heather Richardson     | Vereinigte Staaten | 555    |
| 2    | Brittany Bowe          | Vereinigte Staaten | 500    |
| 3    | Olga Fatkulina         | Russland           | 352    |
| 4    | Lotte van Beek         | Niederlande        | 313    |
| 5    | Margot Boer            | Niederlande        | 311    |
| 6    | Ireen Wüst             | Niederlande        | 260    |
| 7    | Karolína Erbanová      | Tschechien         | 185    |
| 8    | Julija Skokowa         | Russland           | 159    |
| 9    | Nao Kodaira            | Japan              | 156    |
| 10   | Sang-Hwa Lee           | Südkorea           | 155    |
|      |                        |                    |        |
| 12   | Monique Angermüller    | Deutschland        | 117    |
| 18   | Gabriele Hirschbichler | Deutschland        | 080    |
| 25   | Judith Hesse           | Deutschland        | 038    |
| 38   | Vanessa Bittner        | Österreich         | 017    |
| 41   | Roxanne Dufter         | Deutschland        | 015    |
| 46   | Katja Franzen          | Deutschland        | 08     |
| 50   | Kaitlyn McGregor       | Schweiz            | 06     |

#### 1500 Meter
Endstand nach 6 Rennen
| Rang | Name                     | Land               | Punkte |
| ---- | ------------------------ | ------------------ | ------ |
| 1    | Ireen Wüst               | Niederlande        | 530    |
| 2    | Lotte van Beek           | Niederlande        | 430    |
| 3    | Brittany Bowe            | Vereinigte Staaten | 389    |
| 4    | Julija Skokowa           | Russland           | 343    |
| 5    | Marrit Leenstra          | Niederlande        | 242    |
| 6    | Katarzyna Bachleda-Curuś | Polen              | 215    |
| 7    | Jekaterina Lobyschewa    | Russland           | 204    |
| 8    | Ida Njåtun               | Norwegen           | 181    |
| 9    | Olga Graf                | Russland           | 165    |
| 10   | Monique Angermüller      | Deutschland        | 155    |
|      |                          |                    |        |
| 12   | Claudia Pechstein        | Deutschland        | 137    |
| 30   | Gabriele Hirschbichler   | Deutschland        | 026    |
| 42   | Isabell Ost              | Deutschland        | 006    |

#### 3000/5000 Meter
Endstand nach 6 Rennen
| Rang | Name                     | Land        | Punkte |
| ---- | ------------------------ | ----------- | ------ |
| 1    | Martina Sáblíková        | Tschechien  | 550    |
| 2    | Claudia Pechstein        | Deutschland | 416    |
| 3    | Yvonne Nauta             | Niederlande | 326    |
| 4    | Olga Graf                | Russland    | 274    |
| 5    | Jorien Voorhuis          | Niederlande | 245    |
| 6    | Ireen Wüst               | Niederlande | 240    |
| 7    | Katarzyna Bachleda-Curuś | Polen       | 237    |
| 8    | Antoinette de Jong       | Niederlande | 225    |
| 9    | Annouk van der Weijden   | Niederlande | 224    |
| 10   | Ida Njåtun               | Norwegen    | 221    |
|      |                          |             |        |
| 17   | Bente Kraus              | Deutschland | 091    |
| 27   | Stephanie Beckert        | Deutschland | 041    |
| 34   | Jennifer Bay             | Deutschland | 018    |
| 36   | Isabell Ost              | Deutschland | 012    |
| 39   | Anna Rokita              | Österreich  | 07     |

#### Massenstart
Endstand nach 2 Rennen
| Rang | Name                   | Land               | Punkte |
| ---- | ---------------------- | ------------------ | ------ |
| 1    | Francesca Lollobrigida | Italien            | 200    |
| 2    | Irene Schouten         | Niederlande        | 190    |
| 3    | Janneke Ensing         | Niederlande        | 155    |
| 4    | Ivanie Blondin         | Kanada             | 150    |
| 5    | Mariska Huisman        | Niederlande        | 150    |
| 6    | Claudia Pechstein      | Deutschland        | 145    |
| 7    | Maria Lamb             | Vereinigte Staaten | 080    |
| 8    | Jelena Peeters         | Belgien            | 068    |
| 9    | Masako Hozumi          | Japan              | 068    |
| 10   | Saskia Alusalu         | Estland            | 028    |
|      |                        |                    |        |
| 13   | Isabell Ost            | Deutschland        | 018    |
| 17   | Roxanne Dufter         | Deutschland        | 010    |

#### Teamlauf
Endstand nach 4 Rennen
| Rang | Land                | Punkte |
| ---- | ------------------- | ------ |
| 1    | Niederlande         | 450    |
| 2    | Polen               | 315    |
| 3    | Japan               | 285    |
| 4    | Kanada              | 280    |
| 5    | Südkorea            | 160    |
| 6    | Russland            | 155    |
| 7    | Vereinigte Staaten  | 150    |
| 8    | Norwegen            | 110    |
| 9    | Volksrepublik China | 085    |
| 10   | Deutschland         | 072    |

### Männer

#### Weltcup-Übersicht
| Datum                                                                         | Ort                                             | Disziplin                                    | Sieger                                                         | Zweiter                                                       | Dritter                                                                |
| ----------------------------------------------------------------------------- | ----------------------------------------------- | -------------------------------------------- | -------------------------------------------------------------- | ------------------------------------------------------------- | ---------------------------------------------------------------------- |
| 8. bis 10. Nov. 2013                                                          | Calgary (Olympic Oval)                          | 500 m (8. Nov.)                              | Ronald Mulder                                                  | Mo Tae-bum                                                    | Jamie Gregg                                                            |
| 8. bis 10. Nov. 2013                                                          | Calgary (Olympic Oval)                          | 1500 m (8. Nov.)                             | Koen Verweij                                                   | Shani Davis                                                   | Kjeld Nuis                                                             |
| 8. bis 10. Nov. 2013                                                          | Calgary (Olympic Oval)                          | 1000 m (9. Nov.)                             | Shani Davis                                                    | Kjeld Nuis                                                    | Brian Hansen                                                           |
| 8. bis 10. Nov. 2013                                                          | Calgary (Olympic Oval)                          | Teamverfolgung (9. Nov.)                     | NiederlandeKoen Verweij Jan Blokhuijsen Sven Kramer            | Vereinigte StaatenBrian Hansen Jonathan Kuck Trevor Marsicano | SüdkoreaLee Seung-hoon Joo Hyong-jun Kim Cheol-min                     |
| 8. bis 10. Nov. 2013                                                          | Calgary (Olympic Oval)                          | 500 m (10. Nov.)                             | Tucker Fredricks                                               | Mo Tae-bum                                                    | Ronald Mulder                                                          |
| 8. bis 10. Nov. 2013                                                          | Calgary (Olympic Oval)                          | 5000 m (10. Nov.)                            | Sven Kramer                                                    | Jorrit Bergsma                                                | Lee Seung-hoon                                                         |
| 15. bis 17. Nov. 2013                                                         | Salt Lake City (Utah Olympic Oval)              | 500 m (15. Nov.)                             | Joji Kato Gilmore Junio                                        |                                                               | Michel Mulder                                                          |
| 15. bis 17. Nov. 2013                                                         | Salt Lake City (Utah Olympic Oval)              | 1500 m (15. Nov.)                            | Shani Davis                                                    | Brian Hansen                                                  | Koen Verweij                                                           |
| 15. bis 17. Nov. 2013                                                         | Salt Lake City (Utah Olympic Oval)              | 1000 m (16. Nov.)                            | Shani Davis                                                    | Kjeld Nuis                                                    | Brian Hansen                                                           |
| 15. bis 17. Nov. 2013                                                         | Salt Lake City (Utah Olympic Oval)              | Teamverfolgung (16. Nov.)                    | NiederlandeKoen Verweij Jan Blokhuijsen Sven Kramer            | Vereinigte StaatenBrian Hansen Jonathan Kuck Shani Davis      | SüdkoreaLee Seung-hoon Kim Cheol-min Joo Hyong-jun                     |
| 15. bis 17. Nov. 2013                                                         | Salt Lake City (Utah Olympic Oval)              | 500 m (17. Nov.)                             | Keiichirō Nagashima                                            | Ronald Mulder                                                 | Mo Tae-bum                                                             |
| 15. bis 17. Nov. 2013                                                         | Salt Lake City (Utah Olympic Oval)              | 5000 m (17. Nov.)                            | Sven Kramer                                                    | Bob de Jong                                                   | Jorrit Bergsma                                                         |
| 29. bis 1. Dez. 2013                                                          | Astana (Eispalast Alau)                         | 1500 m (29. Nov.)                            | Denis Juskow                                                   | Koen Verweij                                                  | Zbigniew Bródka                                                        |
| 29. bis 1. Dez. 2013                                                          | Astana (Eispalast Alau)                         | 500 m (30. Nov.)                             | Artjom Kusnezow                                                | Dmitri Lobkow                                                 | Ronald Mulder                                                          |
| 29. bis 1. Dez. 2013                                                          | Astana (Eispalast Alau)                         | 1000 m (30. Nov.)                            | Shani Davis                                                    | Mirko Giacomo Nenzi                                           | Michel Mulder                                                          |
| 29. bis 1. Dez. 2013                                                          | Astana (Eispalast Alau)                         | 500 m (1. Dez.)                              | Keiichirō Nagashima                                            | Mo Tae-bum                                                    | Artjom Kusnezow                                                        |
| 29. bis 1. Dez. 2013                                                          | Astana (Eispalast Alau)                         | 10.000 m (1. Dez.)                           | Sven Kramer                                                    | Alexis Contin                                                 | Patrick Beckert                                                        |
| 6. bis 8. Dez. 2013                                                           | Weltcup in Berlin (Sportforum Hohenschönhausen) | 500 m (6. Dez.)                              | Michel Mulder                                                  | Mo Tae-bum                                                    | Keiichirō Nagashima                                                    |
| 6. bis 8. Dez. 2013                                                           | Weltcup in Berlin (Sportforum Hohenschönhausen) | 1500 m (6. Dez.)                             | Joey Mantia                                                    | Zbigniew Bródka                                               | Denis Juskow                                                           |
| 6. bis 8. Dez. 2013                                                           | Weltcup in Berlin (Sportforum Hohenschönhausen) | 1000 m (7. Dez.)                             | Mo Tae-bum                                                     | Michel Mulder                                                 | Shani Davis                                                            |
| 6. bis 8. Dez. 2013                                                           | Weltcup in Berlin (Sportforum Hohenschönhausen) | Teamverfolgung (7. Dez.)                     | NiederlandeDouwe de Vries Jan Blokhuijsen Jorrit Bergsma       | SüdkoreaKim Cheol-min Lee Seung-hoon Joo Hyong-jun            | PolenZbigniew Bródka Konrad Niedźwiedzki Jan Szymański                 |
| 6. bis 8. Dez. 2013                                                           | Weltcup in Berlin (Sportforum Hohenschönhausen) | 500 m (8. Dez.)                              | Mo Tae-bum                                                     | Joji Kato                                                     | Michel Mulder                                                          |
| 6. bis 8. Dez. 2013                                                           | Weltcup in Berlin (Sportforum Hohenschönhausen) | 5000 m (8. Dez.)                             | Jorrit Bergsma                                                 | Jan Blokhuijsen                                               | Lee Seung-hoon                                                         |
| Mehrkampfeuropameisterschaft in Hamar (Vikingskipet), 11. bis 12. Januar 2014 |                                                 |                                              |                                                                |                                                               |                                                                        |
| Sprintweltmeisterschaft in Nagano (M-Wave), 18. bis 19. Januar 2014           |                                                 |                                              |                                                                |                                                               |                                                                        |
| Olympische Winterspiele in Sotschi (Adler Arena), 7. bis 23. Februar 2014     |                                                 |                                              |                                                                |                                                               |                                                                        |
| 7. bis 9. Mär. 2014                                                           | Inzell (Max Aicher Arena)                       | 5000 m (7. Mär.)                             | Jorrit Bergsma                                                 | Sverre Lunde Pedersen                                         | Patrick Beckert                                                        |
| 7. bis 9. Mär. 2014                                                           | Inzell (Max Aicher Arena)                       | 500 m (8. Mär.)                              | Ronald Mulder                                                  | Gilmore Junio                                                 | Nico Ihle                                                              |
| 7. bis 9. Mär. 2014                                                           | Inzell (Max Aicher Arena)                       | 1000 m (8. Mär.)                             | Shani Davis                                                    | Stefan Groothuis                                              | Brian Hansen                                                           |
| 7. bis 9. Mär. 2014                                                           | Inzell (Max Aicher Arena)                       | Massenstart (8. Mär.)                        | Arjan Stroetinga                                               | Bart Swings                                                   | Bob de Vries                                                           |
| 7. bis 9. Mär. 2014                                                           | Inzell (Max Aicher Arena)                       | 500 m (9. Mär.)                              | Jan Smeekens                                                   | Nico Ihle                                                     | Michel Mulder                                                          |
| 7. bis 9. Mär. 2014                                                           | Inzell (Max Aicher Arena)                       | 1500 m (9. Mär.)                             | Brian Hansen                                                   | Denny Morrison                                                | Koen Verweij                                                           |
| 7. bis 9. Mär. 2014                                                           | Inzell (Max Aicher Arena)                       | Demonstrationsrennen - Team-Sprint (9. Mär.) |                                                                |                                                               |                                                                        |
| Juniorenweltmeisterschaften in Bjugn (FosenHallen), 7. bis 9. März 2014       |                                                 |                                              |                                                                |                                                               |                                                                        |
| 14. bis 16. Mär. 2014                                                         | Heerenveen (Thialf)                             | 1000 m (14. Mär.)                            | Denny Morrison                                                 | Shani Davis                                                   | Kjeld Nuis                                                             |
| 14. bis 16. Mär. 2014                                                         | Heerenveen (Thialf)                             | Massenstart (14. Mär.)                       | Bob de Vries                                                   | Maarten Swings                                                | Bram Smallenbroek                                                      |
| 14. bis 16. Mär. 2014                                                         | Heerenveen (Thialf)                             | 1500 m (15. Mär.)                            | Denis Juskow                                                   | Koen Verweij                                                  | Zbigniew Bródka                                                        |
| 14. bis 16. Mär. 2014                                                         | Heerenveen (Thialf)                             | 500 m (15. Mär.)                             | Ronald Mulder                                                  | Jan Smeekens                                                  | Gilmore Junio                                                          |
| 14. bis 16. Mär. 2014                                                         | Heerenveen (Thialf)                             | Teamverfolgung (15. Mär.)                    | NiederlandeJan Blokhuijsen Christijn Groeneveld Douwe de Vries | PolenZbigniew Bródka Konrad Niedźwiedzki Artur Waś            | NorwegenHåvard Bøkko Håvard Holmefjord Lorentzen Sverre Lunde Pedersen |
| 14. bis 16. Mär. 2014                                                         | Heerenveen (Thialf)                             | 5000 m (16. Mär.)                            | Jorrit Bergsma                                                 | Jan Blokhuijsen                                               | Alexander Rumjanzew                                                    |
| 14. bis 16. Mär. 2014                                                         | Heerenveen (Thialf)                             | 500 m (16. Mär.)                             | Jan Smeekens                                                   | Ronald Mulder                                                 | Michel Mulder                                                          |
| Mehrkampfweltmeisterschaft in Heerenveen (Thialf), 22. bis 23. März 2014      |                                                 |                                              |                                                                |                                                               |                                                                        |

#### 500 Meter
Endstand nach 12 Rennen
| Rang | Name             | Land               | Punkte |
| ---- | ---------------- | ------------------ | ------ |
| 1    | Ronald Mulder    | Niederlande        | 782    |
| 2    | Michel Mulder    | Niederlande        | 728    |
| 3    | Jan Smeekens     | Niederlande        | 655    |
| 4    | Mo Tae-bum       | Südkorea           | 527    |
| 5    | Artjom Kusnezow  | Russland           | 471    |
| 6    | Gilmore Junio    | Kanada             | 457    |
| 7    | Jesper Hospes    | Niederlande        | 442    |
| 8    | Tucker Fredricks | Vereinigte Staaten | 440    |
| 9    | Dmitri Lobkow    | Russland           | 428    |
| 10   | Nico Ihle        | Deutschland        | 425    |
|      |                  |                    |        |
| 29   | Denny Ihle       | Deutschland        | 065    |
| 42   | Samuel Schwarz   | Deutschland        | 011    |
| 44   | Denis Dressel    | Deutschland        | 010    |
| 49   | Simon Moor       | Deutschland        | 04     |

#### 1000 Meter
Endstand nach 6 Rennen
| Rang | Name                        | Land               | Punkte |
| ---- | --------------------------- | ------------------ | ------ |
| 1    | Shani Davis                 | Vereinigte Staaten | 590    |
| 2    | Denny Morrison              | Kanada             | 344    |
| 3    | Kjeld Nuis                  | Niederlande        | 305    |
| 4    | Michel Mulder               | Niederlande        | 300    |
| 5    | Koen Verweij                | Niederlande        | 253    |
| 6    | Brian Hansen                | Vereinigte Staaten | 246    |
| 7    | Denis Kusin                 | Kasachstan         | 207    |
| 8    | Stefan Groothuis            | Niederlande        | 193    |
| 9    | Mo Tae-bum                  | Südkorea           | 173    |
| 10   | Håvard Holmefjord Lorentzen | Norwegen           | 173    |
|      |                             |                    |        |
| 17   | Nico Ihle                   | Deutschland        | 086    |
| 21   | Samuel Schwarz              | Deutschland        | 076    |
| 43   | Denis Dressel               | Deutschland        | 07     |

#### 1500 Meter
Endstand nach 6 Rennen
| Rang | Name                  | Land               | Punkte |
| ---- | --------------------- | ------------------ | ------ |
| 1    | Koen Verweij          | Niederlande        | 440    |
| 2    | Denis Juskow          | Russland           | 430    |
| 3    | Shani Davis           | Vereinigte Staaten | 401    |
| 4    | Zbigniew Bródka       | Polen              | 386    |
| 5    | Brian Hansen          | Vereinigte Staaten | 245    |
| 6    | Sverre Lunde Pedersen | Norwegen           | 214    |
| 7    | Denny Morrison        | Kanada             | 210    |
| 8    | Mark Tuitert          | Niederlande        | 186    |
| 9    | Konrad Niedźwiedzki   | Polen              | 186    |
| 10   | Kjeld Nuis            | Niederlande        | 183    |
|      |                       |                    |        |
| 34   | Bram Smallenbroek     | Österreich         | 018    |
| 35   | Patrick Beckert       | Deutschland        | 016    |
| 47   | Moritz Geisreiter     | Deutschland        | 02     |
| 49   | Hubert Hirschbichler  | Deutschland        | 01     |

#### 5000/10.000 Meter
Endstand nach 6 Rennen
| Rang | Name                  | Land        | Punkte |
| ---- | --------------------- | ----------- | ------ |
| 1    | Jorrit Bergsma        | Niederlande | 500    |
| 2    | Patrick Beckert       | Deutschland | 311    |
| 3    | Sven Kramer           | Niederlande | 300    |
| 4    | Sverre Lunde Pedersen | Norwegen    | 265    |
| 5    | Jan Blokhuijsen       | Niederlande | 263    |
| 6    | Douwe de Vries        | Niederlande | 244    |
| 7    | Lee Seung-Hoon        | Südkorea    | 230    |
| 8    | Alexander Rumjanzew   | Russland    | 213    |
| 9    | Bob de Jong           | Niederlande | 206    |
| 10   | Bart Swings           | Belgien     | 198    |
|      |                       |             |        |
| 13   | Moritz Geisreiter     | Deutschland | 144    |
| 22   | Alexej Baumgärtner    | Deutschland | 064    |
| 28   | Marco Weber           | Deutschland | 029    |
| 34   | Robert Lehmann        | Deutschland | 023    |
| 39   | Felix Rijhnen         | Deutschland | 011    |
| 41   | Martin Hänggi         | Schweiz     | 09     |
| 44   | Felix Maly            | Deutschland | 06     |
| 51   | Robert Binna          | Österreich  | 03     |
| 53   | Livio Wenger          | Schweiz     | 02     |

#### Massenstart
Endstand nach 2 Rennen
| Rang | Name                 | Land               | Punkte |
| ---- | -------------------- | ------------------ | ------ |
| 1    | Bob de Vries         | Niederlande        | 220    |
| 2    | Arjan Stroetinga     | Niederlande        | 175    |
| 3    | Bart Swings          | Belgien            | 170    |
| 4    | Maarten Swings       | Belgien            | 148    |
| 5    | Bram Smallenbroek    | Österreich         | 123    |
| 6    | Christijn Groeneveld | Niederlande        | 105    |
| 7    | Patrick Meek         | Vereinigte Staaten | 090    |
| 8    | Andrea Giovannini    | Italien            | 072    |
| 9    | Felix Rijhnen        | Deutschland        | 056    |
| 10   | Brian Hansen         | Vereinigte Staaten | 045    |
|      |                      |                    |        |
| 11   | Martin Hänggi        | Schweiz            | 042    |
| 13   | Felix Maly           | Deutschland        | 032    |
| 18   | Robert Binna         | Österreich         | 08     |
| 20   | Livio Wenger         | Schweiz            | 05     |

#### Teamlauf
Endstand nach 4 Rennen
| Rang | Land               | Punkte |
| ---- | ------------------ | ------ |
| 1    | Niederlande        | 450    |
| 2    | Vereinigte Staaten | 280    |
| 3    | Norwegen           | 270    |
| 4    | Polen              | 265    |
| 5    | Südkorea           | 220    |
| 6    | Kanada             | 135    |
| 7    | Deutschland        | 120    |
| 7    | Frankreich         | 120    |
| 9    | Russland           | 120    |
| 10   | Italien            | 090    |